# Dystrykt Mchinji
Mchinji – jeden z 28 dystryktów Malawi, położony w Regionie Centralnym. Stolicą dystryktu jest miasto Mchinji.

## Sąsiednie dystrykty
- Lilongwe − wschód
- Kasungu − północ